# エームズベリーの射手
エームズベリーの射手（エームズベリーのしゃしゅ）は2002年5月にストーンヘンジの近くで発見された、フランスとスイス国境辺りのアルプス地方で生まれ、ブリテン島に渡って来た青銅器時代のビーカー人の男の骨。
それまでと違い火葬され100以上の副葬品と共に円墳に葬られていた。その中には銅製の小さな装飾用の短剣もあった。